# Atemporal (álbum de Calcinha Preta)
Atemporal é o sexto álbum de vídeo da banda de forró eletrônico Calcinha Preta, gravado em 07 de dezembro de 2023 no Parque de Exposições de Salvador. Trata-se do primeiro dos três trabalhos audiovisuais que compõem a trilogia da label Atemporal.

## Informações gerais
O show, que marcou 20 anos do primeiro DVD da banda e celebrou a história do grupo, teve participações especiais dos ex-vocalistas Berg Rabelo, Marlus Viana e Raied Neto, dos cantores Edu Falaschi e Tierry, além do show de abertura da dupla Maiara & Maraisa. 
O DVD Atemporal da Calcinha Preta foi produzido por Diassis Marques, Felipe Marques, Wagner Chianca e Fernanda Marques. A direção geral ficou a cargo de Ricardo Lago e Felipe Marques, e a direção de vídeo foi de Anselmo Troncoso, segundo o YouTube. A produção musical foi de Chrystian Lima e Alex Marques, a edição foi de Marcelus Marques e Daniel Aragão, a coloração de Antonio H. Queiroz e a mixagem de Léo.

## Lista de faixas
| N.º            | Título                                                                    | Compositor(es)                                                                   | Intérprete(s)                                            | Duração |  |
| 1.             | "Cobertor"                                                                | Chrystian Lima                                                                   | Daniel Diau, Silvânia Aquino, Bell Oliver, O'hara Ravick | 04:42   |  |
| 2.             | "Um Novo Amor (Goodbye - Air Supply)"                                     | David Foster / Linda Thompson Jenner (Versão: Gilton Andrade)                    | Daniel Diau, Silvânia Aquino                             | 03:16   |  |
| 3.             | "Sem Explicação (I Will Be - Avril Lavigne)"                              | Max Martin / Dr. Luke (Versão: Gilton Andrade, Zélia Santti e Silvinha Torres)   | Silvânia Aquino, Bell Oliver                             | 04:00   |  |
| 4.             | "Armadilha"                                                               | Beto Caju, Chrystian Lima, Ivo Lima                                              | Daniel Diau, O'hara Ravick                               | 03:32   |  |
| 5.             | "Tudo de Novo"                                                            | Marquinhos Maraial                                                               | Daniel Diau, Bell Oliver                                 | 03:39   |  |
| 6.             | "E o Vento Levou" (Part. Berg Rabelo)                                     | Chrystian Lima, Ivo Lima                                                         | Silvânia Aquino                                          | 04:42   |  |
| 7.             | "Não Me Deixe Agora (Now and Forever - Richard Marx)" (Part. Berg Rabelo) | Richard Marx (Versão: Gilton Andrade)                                            | Silvânia Aquino                                          | 04:00   |  |
| 8.             | "Faço Chover (It Will Rain - Bruno Mars)"                                 | Bruno Mars, Filipe Lourenço, Ari Levine (Versão: Gilton Andrade)                 | Daniel Diau, Silvânia Aquino                             | 03:41   |  |
| 9.             | "Pouca Roupa"                                                             | Rafaela Miranda                                                                  | Daniel Diau, O'hara Ravick                               | 03:48   |  |
| 10.            | "Do Meu Jeito" (Part. Tierry)                                             | Carlos Freitas, Lyon                                                             | Bell Oliver                                              | 03:45   |  |
| 11.            | "Saudade"                                                                 | Gunther Dantas, Serginho Hora                                                    | Daniel Diau                                              | 03:11   |  |
| 12.            | "Liga Pra Mim" (Part. Marlus Viana)                                       | Gilberto Lemos, Eros                                                             | Bell Oliver, O'hara Ravick                               | 04:53   |  |
| 13.            | "Leite Ninho"                                                             | Chrystian Lima, Gilton Andrade                                                   | Silvânia Aquino                                          | 02:34   |  |
| 14.            | "Eu Vim Pra Te Ver"                                                       |                                                                                  | Daniel Diau                                              | 00:53   |  |
| 15.            | "Filmes e Histórias"                                                      | Beto Caju, Luizinho Lino                                                         | Daniel Diau, Silvânia Aquino                             | 03:31   |  |
| 16.            | "Jura Que Me Ama"                                                         | Silvo                                                                            | Daniel Diau, Silvânia Aquino                             | 03:37   |  |
| 17.            | "Sai Solidão"                                                             | Chrystian Lima, Beto Caju                                                        | Daniel Diau, Silvânia Aquino                             | 04:11   |  |
| 18.            | "Furunfa / Te Quero Namorar" (Part. Raied Neto)                           | Gilton Andrade                                                                   | O'hara Ravick                                            | 05:54   |  |
| 19.            | "Relógio de Saudade" (Part. Maiara & Maraisa)                             | Shilton Fernandes, Benicio Neto, Lucas Medeiros                                  | Silvânia Aquino                                          | 03:27   |  |
| 20.            | "Agora Estou Sofrendo / Bleeding Heart" (Part. Edu Falaschi)              | Edu Falaschi, Rafael Bittencourt (Versão: Gilton Andrade)                        | Daniel Diau                                              | 04:28   |  |
| 21.            | "Quero Ser Seu Namorado (Open Your Heart - Europe)" (Part. Berg Rabelo)   | Joey Tempest (Versão: Gilton Andrade)                                            | O'hara Ravick                                            | 05:05   |  |
| 22.            | "Seu Amor é Bom (You're Still the One - Shania Twain)"                    | Shania Twain, Mutt Lange (Versão: Gilton Andrade)                                | Silvânia Aquino                                          | 05:04   |  |
| 23.            | "Louca Por Ti / Paulinha"                                                 | Gilton Andrade                                                                   | Daniel Diau                                              | 06:31   |  |
| 24.            | "Te Amo Tanto / Refém" (Part. Berg Rabelo)                                | Marquinhos Maraial, Sivaldo Dias                                                 | O'hara Ravick                                            | 04:52   |  |
| 25.            | "Quem Sabe Um Dia (Angel - Jon Secada)" (Part. Berg Rabelo)               | Jon Secada, George Noriega, Tim Mitchell, Lilian Garcia (Versão: Gilton Andrade) | Berg Rabelo                                              | 01:31   |  |
| 26.            | "Amor Dividido"                                                           | Edu Luppa                                                                        | Silvânia Aquino                                          | 03:30   |  |
| 27.            | "Salve o Nosso Amor"                                                      | Gilton Andrade, Jairo Junior, Carlos Freitas                                     | Bell Oliver, O'hara Ravick                               | 03:51   |  |
| 28.            | "O Navio e o Mar (Send Me an Angel - Scorpions)" (Part. Marlus Viana)     | Rudolf Schenker, Klaus Meine (Versão: Gilton Andrade)                            | Daniel Diau                                              | 04:13   |  |
| 29.            | "Te Amo (Carrie - Europe)"                                                | Joey Tempest, Mic Michaeli (Versão: Gilton Andrade)                              | Daniel Diau                                              | 01:11   |  |
| 30.            | "Segredo" (Part. Raied Neto)                                              | Raied Neto                                                                       | O'hara Ravick                                            | 03:53   |  |
| 31.            | "Ainda Te Amo" (Part. Marlus Viana)                                       | Alberto Germano                                                                  | Silvânia Aquino                                          | 03:32   |  |
| 32.            | "Fique Amor (The Unforgettable Fire - U2)" (Part. Berg Rabelo)            | Bono Vox, Brian Eno, Daniel Lanois (Versão: Gilton Andrade)                      | Daniel Diau                                              | 03:30   |  |
| 33.            | "Medley Atemporal"                                                        | (Vários compositores)                                                            | Daniel Diau, Silvânia Aquino, Bell Oliver, O'hara Ravick | 12:06   |  |
| 34.            | "Vem Ver / A Calcinha Preta é Nossa"                                      | Gilton Andrade                                                                   | Daniel Diau, Silvânia Aquino, Bell Oliver, O'hara Ravick | 03:51   |  |
| Duração total: | Duração total:                                                            | Duração total:                                                                   | Duração total:                                           | 2:22:00 |  |

## Ficha técnica

### Vocalistas
- Daniel Diau, Silvânia Aquino, Bell Oliver e O'hara Ravick

### Músicos
- Contrabaixo: Tony di Lima
- Teclados: Vini Marcones / Alex Marques
- Piano - Alex Marques
- Bateria - Penca
- Guitarra - Carlinhos Palmeira
- Violão - Chrystian Lima
- Percussão - Marquinhos Siriguela
- Acordeon - Miguel / Missinho
- Violino - Lírida Lima / Geisiane Ramos
- Viola - Laís Guimarães
- Violoncelo - Janice Brandão

### Ballet
- Ana Cardoso
- Amanda Saad
- Dennis Dinelle
- Evelyn Oliveira
- Isis Oliveira
- Jeane Gomes
- Júnior "Só Cintura"
- Marcelo Rawashy
- Nana Carvalho
- Thiago Saader
- Thaís Kiara
- Theila Sabrina

### Participações especiais
- Berg Rabelo, em E o Vento Levou, Não me Deixe Agora, Quero Ser o Seu Namorado, Te Amo Tanto e Refém;
- Marlus Viana, em Liga pra Mim, O Navio e O Mar e Ainda Te Amo;
- Raied Neto, em Furunfa, Te Quero Namorar e Segredo;
- Edu Falaschi, em Agora Estou Sofrendo;
- Tierry, em Do Meu Jeito;
- Maiara & Maraisa, em Relógio de Saudade.

### Homenagem à ex-vocalista Paulinha Abelha
A banda Calcinha Preta também homenageou a ex-vocalista Paulinha Abelha, que morreu em fevereiro de 2022. O grupo usou inteligência artificial para projetar um holograma da cantora no palco, usando sua voz para deixar um recado para os fãs.
“Queria estar aqui cantando na gravação do nosso primeiro DVD, mas hoje vocês é que serão a minha voz” , diz.
Além do holograma, fotos de Paulinha Abelha foram colocadas nos telões ao longo da gravação, como mostram alguns vídeos.

### Sobre a participação especial de Edu Falaschi
A relação de Edu Falaschi com a banda de forró Calcinha Preta vem desde os tempos em que o grupo lançou a música "Agora Estou Sofrendo", versão de "Bleeding Heart", dos tempos de Edu no Angra. Em novo capítulo dessa curiosa relação, o Calcinha Preta convidou Edu Falaschi para a gravação de seu audiovisual, batizado de "Atemporal".